# كيرياس جول (نيويورك)
كيرياس جويل (باليديشية: קרית יואל، بالإنجليزية: Kiryas Joel) هي قرية في ولاية نيويورك الأمريكية. يتألف غالبية سكانها من من يهود الحاسيديميين المتحدثين للغة اليديشية والمنتمين لطائفة ساتمار الحاسيديمية والتي نشأت بالأصل في المجر.
يبلغ عدد سكانها حسب تعداد سنة 2000: 13,138 نسمة. ويبلغ عددهم حسب تقدير 2007 حوالي:20,989 نسمة.

## التركيبة السكانية
حدّد مكتب تعداد الولايات المتحدة بيانات التركيبة السكانية لكيرياس جول في تعداد الولايات المتحدة. في ما يلي، التركيبة السكانية حسب تعدادي 2000 و2010.

### تعداد عام 2000
بلغ عدد سكان كيرياس جول 13,138 نسمة بحسب تعداد عام 2000، وبلغ عدد الأسر 2,229 أسرة وعدد العائلات 2,138 عائلة مقيمة في القرية. في حين سجلت الكثافة السكانية 3,639.3 نسمة لكل كيلومتر مربع (9,425.7/ميل2). وبلغ عدد الوحدات السكنية 2,233 وحدة بمتوسط كثافة قدره 618.6 لكل كيلومتر مربع (1,602.2/ميل2).
وتوزع التركيب العرقي للقرية بنسبة 99.02% من البيض و0.21% من الأمريكيين الأفارقة و0.02% من الأمريكيين ذوي الأصول الآسيوية و0.12% من الأعراق الأخرى و0.63% من عرقين مختلطين أو أكثر و0.93% من الهسبانيون أو اللاتينيون من أي عرق.
بلغ عدد الأسر 2,229 أسرة كانت نسبة 80.6% منها لديها أطفال تحت سن الثامنة عشر تعيش معهم، وبلغت نسبة الأزواج القاطنين مع بعضهم البعض 93.2% من أصل المجموع الكلي للأسر، ونسبة 1.6% من الأسر كان لديها معيلات من الإناث دون وجود شريك، بينما كانت نسبة 1.1% من الأسر لديها معيلون من الذكور دون وجود شريكة وكانت نسبة 4.1% من غير العائلات. تألفت نسبة 2.8% من أصل جميع الأسر من عدة أفراد يعيشون في نفس المنزل ونسبة 2.1% كانت تتألف من شخص يعيش بمفرده يبلغ من العمر 65 عاماً أو أكثر. وبلغ متوسط حجم الأسرة المعيشية 5.74، أما متوسط حجم العائلات فبلغ 5.84.
بلغ العمر الوسطي للسكان 15.0 عاماً. وكانت نسبة 57.3% من القاطنين تحت سن الثامنة عشر، وكانت نسبة 14.8% بين الثامنة عشر والرابعة والعشرين عاماً، ونسبة 16.5% كانت واقعةً في الفئة العمرية ما بين الخامسة والعشرين والرابعة والأربعين عاماً، ونسبة 7.2% كانت ما بين الخامسة والأربعين والرابعة والستين، ونسبة 1.6% كانت ضمن فئة الخامسة والستين عاماً فما فوق. يوجد لكل 100 أنثى 110.5 ذكر، ويوجد لكل 100 أنثى في الثامنة عشر من عمرها فما فوق 105.5 ذكر.
بلغ متوسط دخل الأسرة في القرية 15,138 دولارًا، أما متوسط دخل العائلة فبلغ 15,372 دولارًا. وكان متوسط دخل الذكور 25,043 دولارًا مقابل 16,364 دولارًا للإناث. وسجل دخل الفرد الخاص بالقرية 4,355 دولارًا. وكانت نسبة 61.7% من العائلات ونسبة 62.2% من السكان تحت خط الفقر، وكان من هؤلاء نسبة 63.9% تحت سن الثامنة عشر ونسبة 50.5% في الخامسة والستين من العمر وما فوق.

### تعداد عام 2010
بلغ عدد سكان كيرياس جول 20,175 نسمة بحسب تعداد عام 2010، وبلغ عدد الأسر 3,666 أسرة وعدد العائلات 3,431 عائلة مقيمة في القرية. في حين سجلت الكثافة السكانية 5,588.6 نسمة لكل كيلومتر مربع (14,474.4/ميل2). وبلغ عدد الوحدات السكنية 4,136 وحدة بمتوسط كثافة قدره 1,145.7 لكل كيلومتر مربع (2,967.3/ميل2).
وتوزع التركيب العرقي للقرية بنسبة 99.16% من البيض و0.09% من الأمريكيين الأفارقة و0% من الأمريكيين الأصليين و0.06% من الأمريكيين ذوي الأصول الآسيوية و0.01% من سكان جزر المحيط الهادئ و0.24% من الأعراق الأخرى و0.43% من عرقين مختلطين أو أكثر و1.34% من الهسبانيون أو اللاتينيون من أي عرق.
بلغ عدد الأسر 3,666 أسرة كانت نسبة 79.3% منها لديها أطفال تحت سن الثامنة عشر تعيش معهم، وبلغت نسبة الأزواج القاطنين مع بعضهم البعض 91.8% من أصل المجموع الكلي للأسر، ونسبة 1.1% من الأسر كان لديها معيلات من الإناث دون وجود شريك، بينما كانت نسبة 0.6% من الأسر لديها معيلون من الذكور دون وجود شريكة وكانت نسبة 6.4% من غير العائلات. تألفت نسبة 3.8% من أصل جميع الأسر من عدة أفراد يعيشون في نفس المنزل ونسبة 2% كانت تتألف من شخص يعيش بمفرده يبلغ من العمر 65 عاماً أو أكثر. وبلغ متوسط حجم الأسرة المعيشية 5.50، أما متوسط حجم العائلات فبلغ 5.70.
بلغ العمر الوسطي للسكان 13.2 عاماً. وكانت نسبة 60.5% من القاطنين تحت سن الثامنة عشر، وكانت نسبة 12.1% بين الثامنة عشر والرابعة والعشرين عاماً، ونسبة 20.2% كانت واقعةً في الفئة العمرية ما بين الخامسة والعشرين والرابعة والأربعين عاماً، ونسبة 6.2% كانت ما بين الخامسة والأربعين والرابعة والستين، ونسبة 1% كانت ضمن فئة الخامسة والستين عاماً فما فوق. وتوزع التركيب الجنسي للسكان بنسبة 51.8% ذكور و48.2% إناث.